# エルヴィン・ディン＝シューラー

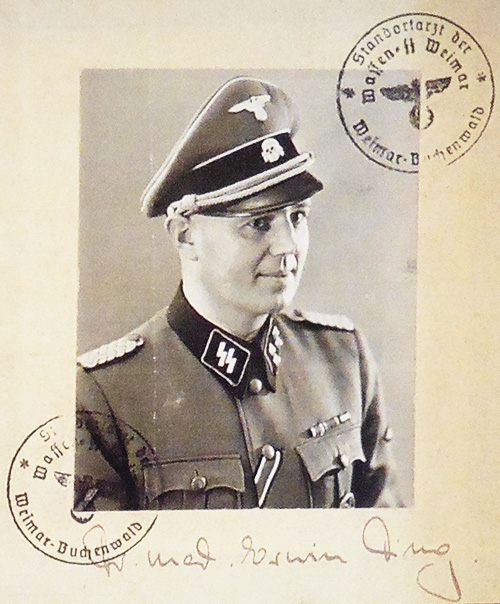
エルヴィン・ディン＝シューラーSS少佐

エルヴィン＝オスカル・ディン＝シューラー（ドイツ語: Erwin-Oskar Ding-Schuler, 1912年9月19日 - 1945年8月11日）は、ドイツの医師、軍人。ナチス・ドイツの時代、ブーヘンヴァルト強制収容所に収容所付医師（Lagerarzt）として勤務した。親衛隊（SS）将校としての最終階級は親衛隊少佐。

## 経歴
1912年、ビターフェルトにて植民地医師カール・フォン・シューラー男爵（Carl Freiherr von Schuler）の非嫡出子として生を受け、1915年にはハインリヒ・ディン（Heinrich Ding）に養子として引き取られた。初等教育を終えた後は医学を専攻する。1932年、20歳で国家社会主義ドイツ労働者党（NSDAP, ナチ党）に入党し、その後SSにも入隊した。NSDAP党員番号は1,318,211で、SS隊員番号は280,163だった。1937年、医師試験に合格した後、SS衛生士官学校で教育を受けた。
1938年、ブーヘンヴァルト強制収容所に収容所付医師として配属される。1939年、G-ストロファンチンの過剰投与により牧師パウル・シュナイダーを死亡させる。シュナイダーは後に殉教者として称えられることになる。
第二次世界大戦の勃発後、ディン＝シューラーは髑髏師団の師団付軍医補として前線に派遣された。1940年、グラーツのSS衛生大学（SS-Ärztlichen Akademie）にて副学長を務める。1941年秋、ヨアヒム・ムルゴウスキーが所長を務めるベルリンの武装親衛隊衛生研究所に配属される。
1941年12月、ディン＝シューラーは武装親衛隊衛生研究所のチフス試験部長としてブーヘンヴァルト強制収容所に派遣された。同年秋頃からドイツ国内でチフスの流行が始まっており、対策の一環として行われた人事であった。12月には国防軍、産業界、帝国内務省の代表者により効果的なワクチンの模索に関する会議が何度か開かれた。これらの会議により、ブーヘンヴァルト収容所の収容者を用い、各メーカーが製造した効果が実証されていない各種ワクチンの人体実験を行うことが合意された。1942年1月から1945年3月まで、収容者を用いたワクチンの人体実験が9回行われた。1945年1月の時点で、988人の収容者が各種の医学実験に用いられ、その大多数が実験時によって直接、あるいはその後の経過において死亡した。1943年1月9日、従来「チフス実験局」（Fleckfieberversuchsstation）と呼ばれていたチフス実験の担当部局は「天然痘およびウイルス研究部」（Abteilung für Fleckfieber und Virusforschung）と改称された。また、1月からはヴァルデマール・ホーフェンがディン＝シューラーの臨時助手に付いていた。ブロック46におけるチフス実験担当の収容者看護師（Häftlingspfleger）は、収容者組織（収容者による収容所運営への協力組織）の隊員アルトゥール・ディーチュと、ディン＝シューラーの医療書記（Arztschreiber）を務めていた収容者オイゲン・コーゴンであった。
また、ガス壊疽、チフス、黄熱病のワクチンの効果を実証する為、ブーヘンヴァルトの収容者を用いた人体実験が行われた。ディン＝シューラーはこれらの実験について論文を発表しているが、実際の執筆はコーゴンが行ったと言われている。1944年9月、姓をディン＝シューラーからシューラーへと改めた。
コーゴンが語ったところによれば、彼は1943年からシューラーの医療書記を務めていて、信頼関係も築けていたという。やがて、彼らは対等な立場で家族のことや政治問題、前線の状況などに付いて語り合うようになった。コーゴンは医療書記の立場からシューラーを説得し、多くの収容者の命を救ったという。コーゴンから見たシューラーは気まぐれながら親しみやすい性格で、彼は数百人の収容者の命を奪った人体実験の責任者ではあったが、一方で時には収容者を生かすこともあったという。
1945年4月初頭、シューラーはコーゴンとディーチュに対し、収容所当局によって収容所解放の直前に処刑するべき収容者46名の名簿が作成されたことと、その名簿に彼ら2人の名が含まれていることを伝えた。コーゴンはシューラーの手配で荷物の木箱に隠れ、収容所を脱走した。ディーチュもシューラーからの警告を受けて身を隠し、処刑されることなく終戦を迎えた。
シューラーは1945年4月25日にアメリカ軍によって逮捕され、8月11日に拘置所内で自殺した。
彼の日記（主に発疹チフスに関する内容）は医療書記を務めたアルトゥール・ガチンスキ（Arthur Gaczinski）およびコーゴンによって執筆された。この日記には1941年12月から1945年1月までの出来事が記されており、戦後コーゴンからアメリカ軍へと引き渡された。コーゴンによれば、これはオリジナルの日記ではなくコピーされたもので、シューラーが戦争に反対していたかのように書き換えられた部分があったという。ディーチュの証言によれば、オリジナルの日記は敗戦直前にシューラーの命令によって焼却されたという。しかし、医者裁判においては信頼しうる証拠として採用され、収容所医師ゲルハルト・ローゼの裁判などで提出された。なお、その後より信頼しうる記録文書も見つかっている。